# Min högsta skatt, o Jesus kär
Min högsta skatt, o Jesus kär är en gammal psalm i åtta verser av Bartholomäus Ringwaldt som publicerades i den populära och spridda skriften "Christliche Warnung des trewen Eckarts" från 1588. Psalmen översattes till svenska av okänd upphovsman och publicerades i Sverige första gången 1648 i skriften "En liten Psalm-Bok". Johan Olof Wallin bearbetade texten 1814.
Psalmen inleds 1695 med orden:
Min högsta skatt o JEsu kär!
Tu källa rijk af nåde
Enligt 1697 års koralbok användes melodin även till psalmerna Säll den vars överträdelse (nr 47), O Herre Gudh tu hörer böön (nr 66) och O Jesus Krist, min högsta tröst (nr 255), och enligt Koralbok för Nya psalmer, 1921 samma melodi som till psalmerna En vingård Gud planterat har (1921 nr 527) och Om Jesus med i skeppet är (1921 nr 640). Enligt 1921 års koralbok med 1819 års psalmer anges att melodins upphov är en ombildning från en gammal hugenottmelodi som genomfördes av Johann Crüger 1653 och totalt användes till 13 andra psalmer (1921 nr 6, 32, 37, 72, 119, 121, 130, 253, 256, 280, 400, 527, 640). 1937 angavs melodin vara densamma som för sju andra psalmer (nr 34, 119, 176, 216, 237, 327B, 495).
|  |
|  |

## Publicerad i
- Göteborgspsalmboken 1650 under rubriken "Om Döden och Domen".[1]
- 1695 års psalmbok som nr 252 under rubriken "Boot-Psalmer".
- 1819 års psalmbok som nr 186 under rubriken "Nådens ordning: Omvändelsen: Ånger och tro (Botpsalmer)".
- 1937 års psalmbok som nr 282 under rubriken "Bättring och omvändelse".